# Humphrey de Bohun, III conte di Hereford
Humphrey VII de Bohun, III conte di Hereford e II conte di Essex (1249 circa – 31 dicembre 1298), è stato un nobile inglese, uno dei principali feudatari di Edoardo I d'Inghilterra.

## Biografia

### Infanzia e adolescenza
Nacque all'incirca nel 1249 da Eleonor de Braose, nipote del leggendario Guglielmo il Maresciallo, e dal cavaliere Humphrey VI de Bohun, che morì nel 1265 in seguito alle ferite riportate alla battaglia di Evesham, in cui aveva combattuto dalla parte dei nobili ribelli. Suo nonno, Humphrey de Bohun, II conte di Hereford si era all'inizio schierato dalla parte dei baroni ribelli, ma in seguito era passato dalla parte del re Enrico III d'Inghilterra. L'età del rampollo è calcolabile in base alle testimonianze coeve, che in un documento del 1267 lo definiscono come di diciotto anni, mentre alla morte del nonno nel 1275 ne aveva circa 26.
Alla morte del nonno ereditò le contee di Essex ed Hereford, che si andavano ad aggiungere ai possedimenti gallesi ereditati dalla madre, figlia del signore Guglielmo di Braose. Prima di allora tutte le sue proprietà erano sotto il controllo della Corona, a parte la signoria di Brecon che era sotto la custodia di Gilberto di Clare, VII conte di Gloucester. Essa, tuttavia, rimase poi al principe gallese Llywelyn Ein Llyw Olaf ap Gruffydd, che se nera appropriato grazie ai disordini scoppiati durante la seconda guerra dei baroni.

### Guerre nel Galles
Il principale obiettivo di Humphrey era quello di riappropriarsi delle terre che aveva perso nel Galles, per questo iniziò una guerriglia contro Llywelyn con lo scopo di fiaccarne la resistenza. Quando nel 1272 Enrico III morì, il figlio Edoardo I d'Inghilterra era impegnato nella nona crociata e fece ritorno solo nel 1274. Llywelyn si rifiutò di rendergli omaggio perché vedeva le incursioni di Bohun come una palese violazione del trattato di Montgomery, stipulato da lui stesso con Simone V di Montfort e che prevedeva la cessione del castello di Brecon al principe gallese. La controversia fu portata dinnanzi al re, il quale nei primi mesi dell'anno 1277 dichiarò guerra a Llywelyn lanciando così la conquista del Galles. La partecipazione di Bohun allo scontro fu ritardata da alcune ribellioni in altri suoi territori gallesi. Si scontrò quindi col principe rivale per riconquistare le terre perdute e spingersi ancora più a ovest, conquistando nuovi territori. Entro il 2 gennaio 1278 la campagna era finita, e sempre nel 1278 si recò in pellegrinaggio a Santiago di Compostela.
Nel 1282 il conflitto scoppiò di nuovo e non si configurò come una mera campagna punitiva, ma piuttosto come una guerra di conquista su larga scala. Inizialmente sembrò che il sovrano volesse combattere con un esercito mercenario, mentre i nobili insistevano per essere convocati, sperando di ottenere nuove terre come compenso per il servizio reso; il re non autorizzò nessun tipo di ricompensa, e per un certo periodo fece anche detenere Bohun presso Brecon, facendolo temporaneamente sostituire nella carica di lord Gran Connestabile d'Inghilterra dallo zio John de Bohun. De Bohun combatté di nuovo in Galles nel 1294-1295 per sedare alcune ribellioni, prima di ricongiungersi con il re nel nord del paese.
Insieme alla guerra ufficiale, Bohun ne combatté una ufficiosa contro i signori delle Marche gallesi. Nel 1284 il re aveva concesso a un nobile suo favorito, John Giffard, una centena nella regione del Carmarthenshire, e Bohun pensava che quelle terre gli appartenessero per diritto di conquista; portò quindi la disputa davanti al sovrano, che diede invece ragione al suo rivale. Stessi problemi poco dopo sorsero con Gilberto de Clare, VI conte di Hertford a proposito del rispetto di una dote matrimoniale. Quando poi quest'ultimo costruì un castello a Morlais, che Bohun reclamava come terra di propria pertinenza, il conflitto arrivò al culmine. Questa volta Edoardo I si schierò con Bohun, ma lo ammonì di non approfittarsene. Hertford compì ancora diverse spedizioni nelle terre di Bohun, che reagì: il re li convocò a corte nel gennaio del 1292 e vennero entrambi condannati a una multa e alla confisca di alcune proprietà, che poi in realtà non avvenne. Edoardo non era adirato per la questione in sé, ma perché due nobili non avevano rispettato le sue precedenti disposizioni.
A causa di questi ultimi provvedimenti, che Bohun percepì come ingiustizie nei propri confronti, il conte di Hereford ed Essex divenne un forte oppositore del re.

### Opposizione a Edoardo I
Nel 1294 il re di Francia dichiarò decaduta l'autorità inglese sul ducato d'Aquitania. Immediatamente il re progettò un'imponente invasione che avrebbe dovuto compiersi con l'ausilio di principi stranieri, con cui si sarebbe stretta un'alleanza, e con l'aiuto dei nobili inglesi che sarebbero stati richiamati in massa. Nel marzo 1297 Edoardo I d'Inghilterra domandò al parlamento l'appoggio di tale missione e il maresciallo d'Inghilterra, Roger Bigod, V conte di Norfolk rifiutò di dare il consenso asserendo che rientrava nelle sue prerogative ricordare che i sudditi del re non erano obbligati a seguirlo in combattimento a meno che non avessero dovuto combattere al suo fianco. Su questo Bigod si riferiva al fatto che il re intendeva attaccare dalle Fiandre, mandando invece il suo esercito nobiliare in Guascogna. Al momento di tale risoluzione Humphrey non era presente, essendo in viaggio con due delle figlie del re, ma quando tornò in luglio espresse, in qualità di Connestabile d'Inghilterra, il suo appoggio alla mozione di Bigod. Molti altri nobili si allinearono con loro, spinti dallo scontento per il pesante aggravio fiscale che il continuo guerreggiare del re in Francia, Scozia e Galles portava su di loro. Anche l'arcivescovo di Canterbury, Robert Winchelsey li appoggiò in virtù di una sua perenne disputa col re circa le tasse che la corona imponeva al clero.
Bohun arrivò ad esporsi di persona facendo un discorso pieno di rimostranze al re, riferendosi soprattutto ad una tassa recentemente applicata che i nobili ritenevano illegale; sottolineò quelli che a suo parere erano abusi di potere e chiese che venissero restaurate le antiche libertà nobiliari. Edoardo, furioso, minacciò di morte sia lui e che Bigod, e alla lunga non sembrava propenso a cedere alle richieste dei nobili, né questi parevano disposti a fare un passo indietro; il paese sembrò quindi di nuovo sull'orlo della guerra civile. Un evento però catalizzò l'attenzione dell'intera nazione: William Wallace e i suoi uomini avevano sconfitto gli inglesi nella Battaglia di Stirling Bridge nel settembre 1297, liberando il paese dall'esercito invasore che l'aveva conquistato l'anno precedente. I magnati inglesi furono ben disposti ad andare a combattere col re ora che lo spettro del guerriero scozzese minacciava le loro proprietà, mentre la guerra in Francia era la mera difesa di possedimenti reali. Il sovrano negoziò una tregua coi francesi e acconsentì a firmare un documento per garantire il potere decisionale dei propri vassalli, la Confirmatio Cartarum, che si accorpò alla Magna Charta. I nobili furono ben disposti quindi a combattere per il re, e Bohun partecipò come comandante alla Battaglia di Falkirk nel 1298.
Bohun morì poco dopo, alla fine del 1298, venendo succeduto nelle proprie cariche dall'unico figlio Humphrey VIII.

## Discendenza
Nel 1275 circa Humphrey si era sposato con Maud de Fiennes, e dal matrimonio era nato un figlio, Humphrey de Bohun, IV conte di Hereford. A volte all'unione viene attribuita anche una seconda figlia di nome Margery, ma la sua esistenza è dubbia.